# William Wickham King
 (janvier 2024).
Si vous disposez d'ouvrages ou d'articles de référence ou si vous connaissez des sites web de qualité traitant du thème abordé ici, merci de compléter l'article en donnant les références utiles à sa vérifiabilité et en les liant à la section « Notes et références ».
William Wickham King (30 mai 1862 - 11 décembre 1959), généralement connu sous le nom de Wickham King, est un géologue amateur distingué, membre de la Geological Society pendant 50 ans.

## Biographie
Il est le fils cadet de William Henry King et le suit en tant qu'avocat à Stourbridge et greffier des magistrats pour les divisions de session de Stourbridge et Kingswinford Petty.
Dans sa jeunesse, il rame avec le club d'aviron de Bewdley, mais un jour, il échoue lorsque son vélo, un grand bi, se casse sous lui. Il grimpe également dans les Alpes et les Cuillins, où King's Chimney et King's Cave Gully portent son nom. Wickham King est un membre éminent du London Alpine Club et du Scottish Mountaineering Club, rejoignant ce dernier en 1891. C'est un alpiniste compétent, avec au moins la moitié de ses ascensions sans guide.
Son intérêt pour la géologie commence lorsqu'il trouve un fossile sur les collines de Clent. Cela le conduit à suivre des cours dispensés par l'Université de Birmingham. Son premier article publié est sur la Clent Breccia en 1893, suivi par d'autres sur des aspects du Black Country ou du South Staffordshire Coalfield. Il produit également une carte plexographique du charbon épais qu'il contient.
Son travail le plus important porte sur les vieux grès rouges, que l'on croyait alors dépourvus de fossiles. Son travail à ce sujet dans le Shropshire et ailleurs, en particulier à Earnstrey à l'est de Brown Clee Hill l'amène à découvrir les fossiles d'un poisson, nommé Corvaspis Kingi.
Au début de la Seconde Guerre mondiale, il se retire dans le Devon et y poursuit ses travaux géologiques, notamment en produisant une carte géologique de 25 pouces de la région d'Abberley. Il donne ses collections à l'Université de Birmingham, où elles font partie des collections du Lapworth Museum of Geology.
En 1924, il reçoit la médaille Lyell de la Société géologique de Londres. L'Université de Birmingham lui décerne un M.Sc. honorifique.